# هاري باركر (تنس)
هاري باركر (بالإنجليزية: Harry Parker)‏ كان لاعب كرة مضرب أسترالي بدأ مسيرته كمحترف سنة 1901، اعتزل اللعب في 1924. كما أنه أحد أبطال الجراند سلام.

## النهائيات

### الفردي (الوصافة 2)
| الحصيلة | السنة | البطولة                       | الأرضية | المنافس في النهائي | النتيجة في النهائي |
| ------- | ----- | ----------------------------- | ------- | ------------------ | ------------------ |
| الوصافة | 1907  | بطولة أستراليا المفتوحة للتنس | عشبية   | هوراس رايس         | 3–6, 4–6, 4–6      |
| الوصافة | 1913  | بطولة أستراليا المفتوحة للتنس | عشبية   | إيرني باركر        | 6–2, 1–6, 3–6, 2–6 |

## روابط خارجية
- هاري باركر على موقع رابطة محترفي التنس (الإنجليزية)